# Det danske Congo-Æventyr
Det danske Congo-Æventyr er en dansk dokumentarserie i tre afsnit fra 2006 instrueret af Peter Tygesen og Jørn Stjerneklar efter manuskript af Peter Tygesen.
Peter Tygesen rejser op ad den 2000 km lange Congoflod i kølvandet på de mange danskere, der i mere end ét århundrede bidrog til både én af verdens blodigste koloniseringer og til landets genopbygning. I tre film skildrer dokumentarserien, hvordan først opdagerne, så erobrerne og siden hjælperne kom til Congo. Folk som Albert Christoffersen, der i slutningen af 1800-tallet rejser under kommando af Henry Morton Stanley; fattigdrengen Frederik Valdemar Olsen, der ender som general i den belgiske kolonihær og lægen Jakob Raft, der i 1960'erne leder Danmarks første ulandsprojekt i Congo. Rejsen gennem det smukke landskab og de hårrejsende arkivbilleder fortæller den glemte historie om vore landsmænds indflydelse på erobringen og opbygningen af den rigeste koloni i Afrika.

## Afsnit
| # | Titel                                  | Første sendedag |
| - | -------------------------------------- | --------------- |
| 1 | "Det danske Congo-Æventyr - Opdagerne" | 7. januar 2005  |
| 2 | "Det danske Congo-Æventyr - Erobrerne" | 14. januar 2005 |
| 3 | "Det danske Congo-Æventyr - Hjælperne" | 21. januar 2005 |